# Harmaclona natalensis
Harmaclona natalensis är en fjärilsart som beskrevs av Bradley 1953. Harmaclona natalensis ingår i släktet Harmaclona och familjen äkta malar. Inga underarter finns listade i Catalogue of Life.